# The Society
The Society é uma série de televisão estadunidense de drama adolescente e mistério criada por Christopher Keyser, lançada na Netflix em 10 de maio de 2019. É estrelada por Kathryn Newton, Gideon Adlon, Sean Berdy, Natasha Liu Bordizzo, Jacques Colimon, Olivia DeJonge, Alex Fitzalan, Kristine Froseth, Jose Julian, Alexander MacNicoll, Toby Wallace e Rachel Keller. A série chegou a ser renovada para uma segunda temporada, mas em 21 de agosto de 2020, a Netflix voltou atrás e anunciou oficialmente o cancelamento, devido à pandemia de COVID-19.

## Premissa
The Society acompanha a história de um grupo de adolescentes da cidade fictícia de West Ham, em Connecticut, que, após retornarem mais cedo de uma excursão cancelada, descobrem que todos os adultos desapareceram misteriosamente. Para piorar, uma floresta densa surge ao redor da cidade, isolando completamente o local — não há sinal de telefone, internet ou qualquer contato com o mundo exterior. Presos nessa versão abandonada da cidade, eles precisam enfrentar desafios, superar diferenças e aprender a conviver em grupo, criando suas próprias regras e estruturas de convivência para sobreviver, ao mesmo tempo em que tentam entender o que aconteceu e encontrar um caminho de volta para casa.

## Elenco e personagens

### Principal
- Kathryn Newton como Allie Pressman, irmã mais nova de Cassandra, sempre viveu à sua sombra
- Gideon Adlon como Rebecca "Becca" Gelb, melhor amiga de Sam, está grávida, mas a identidade do pai é desconhecida
- Sean Berdy como Samuel "Sam" Eliot, primo surdo oralizado de Allie e Cassandra
- Natasha Liu Bordizzo como Helena, namorada religiosa de Luke
- Jacques Colimon como Will LeClair, melhor amigo e interesse amoroso de Allie, cresceu em lares adotivos
- Olivia DeJonge como Elle Tomkins, uma garota excluída que se torna namorada de Campbell
- Alex Fitzalan como Harry Bingham, filho popular e rico da prefeita da cidade, namorado de Kelly
- Kristine Froseth como Kelly Aldrich, namorada de Harry
- Jose Julian como Gordie, um jovem inteligente e que acaba tendo uma quedinha por Cassandra
- Alexander MacNicoll como Luke, ex-quarterback e namorado de Helena
- Toby Wallace como Campbell Eliot, irmão mais velho de Sam e primo de Allie e Cassandra, com traços de personalidade psicopata. Ele abusa fisicamente de Elle
- Rachel Keller como Cassandra Pressman, irmã mais velha de Allie, uma líder nata com um problema cardíaco congênito

### Recorrente
- Jack Mulhern como Grizz, ex-jogador de futebol americano
- Spencer House como Clark, ex-jogador de futebol e namorado intermitente de Gwen
- Emilio Garcia-Sanchez como Jason, ex-jogador de futebol e namorado de Erika
- Salena Qureshi como Bean, uma garota inteligente e melhor amiga de Gordie
- Olivia Nikkanen como Gwen, namorada intermitente de Clark
- Kiara Pichardo como Madison, amiga de Olivia e Gwen.
- Grace Victoria Cox como Lexie, rival de Allie
- Naomi Oliver como Olivia, amiga de Gwen e Madison
- Kelly Rose Golden como Marnie
- Matisse Rose como Jessica
- Alicia Crowder como Erika, namorada de Jason
- Benjamin Breault como Blake
- Damon J. Gillespie como Mickey, colega de casa de Harry
- Peter Donahue como Shoe, membro posterior da Guarda
- Seth Meriwether como Greg Dewey
- Madeline Logan como Gretchen
- Dante Rodrigues como Zane

### Convidado
- Amy Carlson como Amanda Pressman
- David Aaron Baker como Jim Pressman
- Michael Siberry como Rodgers Eliot
- Paul Anthony Stewart como Doug Eliot
- Anastasia Barzee como Karen
- Chaske Spencer como Sr. Pfeiffer
- Chloe Levine como Emily
- Ava Gaudet como Lynette Eliot

## Episódios
| N.º | Título                                                          | Dirigido por      | Escrito por                        | Lançamento         |
| --- | --------------------------------------------------------------- | ----------------- | ---------------------------------- | ------------------ |
| 1 | "What Happened" "O que aconteceu" (BR)                          | Marc Webb         | Christopher Keyser                 | 10 de maio de 2019 |
| Enquanto um cheiro misterioso e incômodo toma conta da cidade de West Ham, em Connecticut, o governo envia os estudantes do ensino médio de ônibus para uma excursão de 10 dias. No entanto, naquela mesma noite, eles são levados de volta para a cidade, sob a justificativa de que a estrada para o acampamento está bloqueada. Ao retornarem, descobrem que todos os outros moradores desapareceram. Embora ainda consigam se comunicar entre si por celular, estão completamente isolados do resto do mundo. Alguns adolescentes aproveitam a liberdade repentina para fazer uma festa selvagem, enquanto outros tentam entender o que está acontecendo. No dia seguinte, eles percebem que todas as saídas da cidade estão bloqueadas por uma floresta densa, aparentemente infinita e perigosa. Um grupo é enviado para explorar a mata. Cassandra começa a se preocupar com a dificuldade de encontrar o remédio necessário para seu problema cardíaco e insiste que todos compartilhem recursos para garantir a sobrevivência. Em um momento tenso, Campbell aponta uma arma para ela. Mais tarde, o grupo de exploração retorna trazendo o corpo de Emily, que morreu após ser picada por uma cobra. |                                                                 |                   |                                    |                    |
| 2 | "Our Town" "Nossa cidade" (BR)                                  | Marc Webb         | Christopher Keyser                 | 10 de maio de 2019 |
| Um eclipse solar escurece o céu. Gordie levanta a hipótese de que eles estejam em um universo paralelo. Seguindo uma sugestão de Cassandra, Allie e Will vão aos mercados para fazer um inventário da comida disponível. Enquanto isso, Sam e Becca vasculham os arquivos da prefeitura em busca de pistas sobre o que pode ter acontecido, onde Becca fica doente e vomita. Helena faz um sermão. Gordie pesquisa sobre problemas cardíacos para ajudar Cassandra, e os dois compartilham um momento de proximidade. Sam encontra um registro mostrando que uma empresa havia pedido US$ 1,5 milhão para remover o cheiro misterioso da cidade, mas seu pai e seu tio recusaram o pagamento — um dia antes de tudo acontecer. Campbell o convence a esconder essa informação. Becca descobre que está grávida. Harry organiza um jogo de "polícia e ladrão" para distrair todos do que está acontecendo. Allie é atropelada por um carro durante o jogo, mas não é ferida. Kelly ajuda Will com o inventário e os dois se aproximam. Allie e Harry acabam transando. Campbell e Elle usam cocaína e bebem juntos. Durante uma tempestade, a energia elétrica começa a oscilar, gerando preocupação de que a cidade possa ficar sem luz. Bean descobre que o eclipse não estava previsto, o que pode ser um sinal — ou uma prova — de que eles realmente estão em um universo paralelo. Uma briga por lanternas em uma loja de ferramentas acaba virando uma confusão generalizada, com saques, uma briga em massa e até a explosão de um carro. |                                                                 |                   |                                    |                    |
| 3 | "Childhood's End" "Final da infância" (BR)                      | Tara Nicole Weyr  | Rachel Sydney Alter                | 10 de maio de 2019 |
| Após os conflitos e a crescente desorganização, as mulheres da cidade se reúnem e tomam a frente da situação, com Cassandra assumindo a liderança. Juntos, eles decidem que a cidade precisa de uma vida mais estruturada. Cassandra propõe um sistema de rotação de trabalho, racionamento de comida, moradia compartilhada e refeições comunitárias — e todos concordam. Para manter o ânimo elevado, Kelly sugere organizar um baile de formatura, e a ideia é bem recebida. Enquanto isso, os rapazes começam a questionar o novo sistema, discutindo conceitos como socialismo, e Harry se mostra cada vez mais irritado com as tarefas obrigatórias e a convivência forçada. Ele também se ressente do fato de Cassandra não ter incluído Allie no comitê de liderança improvisado. Allie, por sua vez, lida com uma infecção urinária. Harry e Kelly acabam descobrindo que a mãe dele tinha um caso extraconjugal com o pai dela, o que abala ainda mais a relação entre eles. Revoltado, Harry comenta com os amigos, sem disfarçar a seriedade, que a vida seria mais fácil se Cassandra estivesse morta. Na noite do baile, os pares se formam: Sam e Becca vão juntos, assim como Kelly e Will. Durante a festa, Kelly e Will dançam juntos, deixando Allie e Harry visivelmente enciumados. Becca confessa a Sam que está grávida, mas se recusa a revelar quem é o pai. Campbell fornece alucinógenos para Harry, enquanto Grizz se aproxima de Sam e pede para aprender linguagem de sinais, criando um vínculo entre os dois. Cassandra e Gordie se aproximam e compartilham um beijo. Allie e Will também dançam juntos. Gordie, mais tarde, se masturba no quarto de Cassandra. Campbell e Elle finalmente dão início a uma relação. Após o baile, enquanto ajuda na limpeza, Cassandra encontra um cachorro perdido. Pouco depois, ela é baleada duas vezes no estômago por um atirador desconhecido. Cassandra não resiste aos ferimentos e morre. |                                                                 |                   |                                    |                    |
| 4 | "Drop by Drop" "Gota a gota" (BR)                               | Stacie Passon     | Emily Bensinger                    | 10 de maio de 2019 |
| Gordie retira as balas do corpo de Cassandra, e a cidade realiza um funeral em sua homenagem. O impacto de sua morte abala especialmente as garotas — Lexie entra em paranoia e se recusa a sair de casa, enquanto muitas outras passam a se sentir inseguras. Diante disso, os rapazes decidem que é hora de reforçar a organização da cidade e garantir que todos cumpram suas funções nas listas de trabalho. É criada então "A Guarda", formada principalmente por ex-jogadores de futebol americano, encarregada de patrulhar as ruas. Grizz oferece apoio emocional a Allie, enquanto Helena revela a Luke que tem acesso a armas escondidas pelos pais e entrega uma delas para ele. Becca fica cada vez mais ansiosa com a gravidez e teme que as pessoas descubram. Sam promete cuidar dela e do bebê, demonstrando total apoio. O clima de tensão cresce ainda mais quando dois moradores puxam armas no refeitório. Gordie convence Allie a assumir a liderança da cidade no lugar de Cassandra. Enquanto isso, Campbell continua a fornecer drogas para Harry. Na primeira reunião oficial sob sua liderança, Allie decreta que todas as armas devem ser recolhidas. Elle se aproxima de Kelly com a ideia de promover noites de cinema como uma forma de manter o ânimo da comunidade. A Guarda passa a revistar as casas em busca de armas, mas Helena se recusa a obedecer à nova regra, dizendo que a medida não pode ser imposta à força. Allie decide então não destruir as armas confiscadas, optando por mantê-las guardadas. Sam revela a Allie que Campbell é um psicopata diagnosticado. A situação entre Campbell e Elle se agrava, e ele quase a afoga em sua própria banheira como forma de mostrar que está no controle. |                                                                 |                   |                                    |                    |
| 5 | "Putting on the Clothes" "Disfarçada" (BR)                      | Haifaa al-Mansour | Anna Fishko and Christopher Keyser | 10 de maio de 2019 |
| Greg Dewey confessa a Harry que matou Cassandra porque acreditava que ele queria isso. Chocado, Harry conta tudo a Kelly e Gordie. Pouco depois, Elle vê o mesmo cachorro que Cassandra encontrou antes de morrer, e Campbell permite que ela fique com o animal. Na manhã seguinte, Grizz e a Guarda invadem a casa de Dewey, encontram a arma do crime em seu quarto e o prendem. Will sugere que façam um julgamento. Enquanto isso, Harry mergulha ainda mais no vício em drogas. Durante o interrogatório, Clark agride Greg, mas é contido por Luke e Allie. Helena aceita com relutância defender Greg no tribunal, enquanto Gordie assume o papel de promotor. Durante o julgamento, Harry testemunha contra Dewey, mas Helena o pressiona a admitir que Greg só matou Cassandra porque achava que era o que Harry queria. Enquanto isso, Elle nota que o cachorro sumiu e questiona Campbell, que alega não saber de nada. Allie tenta arrancar de Greg um motivo e o nome de possíveis cúmplices, mas não consegue. Ela dá a entender que a execução está em pauta. O júri considera Greg culpado. Em sua última fala, ele ofende Cassandra, Allie, Will e as mulheres da cidade, e ainda afirma que Campbell ajudou a planejar o assassinato. Diante disso, Allie ordena que a Guarda prenda Campbell. |                                                                 |                   |                                    |                    |
| 6 | "Like a F-ing God or Something" "Como se eu fosse um deus" (BR) | Megan Griffiths   | Anna Fishko and Christopher Keyser | 10 de maio de 2019 |
| Allie fica cada vez mais abalada com as decisões difíceis envolvendo Dewey e Campbell, e começa a perder o apoio da cidade. Ela confessa a Luke que não vai mandar prender Harry. Ao confrontar Campbell, ele nega qualquer envolvimento na morte de Cassandra. Elle, por sua vez, diz que Allie precisa decidir entre libertar Campbell ou matá-lo de uma vez. Harry revela a Kelly que está recebendo mensagens ameaçadoras e tem medo de ser morto por "as mulheres". Enquanto isso, Sam mente dizendo que não encontrou nada de útil na prefeitura, mas Becca conta que achou correspondências sobre o mau cheiro trocadas com a EPA e um homem chamado Pfeiffer. Greg entra em greve de fome. Sem provas concretas, Allie decide soltar Campbell. Pressionada por Will, ela acaba cedendo e autoriza a execução de Greg. No local da execução, Greg surta, e Grizz passa mal ao encarar a gravidade da situação. Allie assume o lugar de Grizz e participa do ato ao lado de Luke e Jason. Depois, Harry tenta se desculpar com Allie, mas ela o manda embora. Sam se oferece para assumir o papel de pai do bebê de Becca. Luke pede Helena em casamento, ela aceita e eles transam pela primeira vez. Em meio a tudo isso, Allie acusa Will de ter usado Cassandra como estratégia para manipulá-la — primeiro para assumir o comando, depois para levar Greg à morte. |                                                                 |                   |                                    |                    |
| 7 | "Allie's Rules" "Regras da Allie" (BR)                          | Patricia Cardoso  | Woo Nguyen                         | 10 de maio de 2019 |
| Cinco meses se passaram desde a execução de Greg. O Dia de Ação de Graças se aproxima, e uma paz silenciosa e desconfortável paira sobre a cidade. Allie confessa a Will que teme ter aberto um precedente perigoso ao mandar matar Greg. Na reunião comunitária, Will revela que os estoques de comida devem acabar até o próximo verão. Em resposta, Grizz propõe liderar uma expedição para além da floresta, em busca de terras férteis para cultivo. Will também sugere que Allie convoque eleições, mas ela recusa, dizendo que isso só criaria divisões. Enquanto isso, Harry está mergulhado em uma depressão profunda e nem sai da cama. Luke vai comprar um anel para pedir Helena em casamento de maneira mais formal. Grizz, querendo se aproximar mais de Sam, tenta aprender língua de sinais — mas acaba estudando a versão britânica em vez da LSA. Mesmo assim, Sam valoriza o esforço, e os dois passam o dia juntos. Kelly consegue fazer um ultrassom em Becca com sucesso. Durante uma conversa, Gordie compartilha sua teoria de que todos estão em um universo paralelo, e Allie decide batizar oficialmente a cidade de "New Ham" ("Nova Ham"). Elle, visivelmente machucada e sofrendo com os abusos de Campbell, prepara uma torta de abóbora envenenada com anticongelante para matá-lo. Mas o plano sai do controle quando Campbell decide, de última hora, que eles vão jantar no evento comunitário e leva a torta com eles. |                                                                 |                   |                                    |                    |
| 8 | "Poison" "Veneno" (BR)                                          | Rich Lee          | Maile Meloy                        | 10 de maio de 2019 |
| Durante o jantar de Ação de Graças, várias pessoas acabam comendo a torta envenenada com anticongelante. Para evitar que mais gente acabe comendo a torta, Elle come o máximo que consegue. Sam e Grizz se beijam pela primeira vez. Em meio à celebração, Lexie e um grupo de estudantes encenam um esquete que ridiculariza a morte de Cassandra e critica a liderança de Allie, gerando polêmica. Will e Kelly transam. Allie, Elle e outras pessoas passam mal por causa da torta e são levadas ao hospital. Kelly cuida dos doentes, e todos acabam se recuperando, fazendo Allie desconfiar que tudo isso foi alvo de um atentado. A Guarda passa a investigar quem fez torta de abóbora e revistam as casas de vários moradores — incluindo as de Lexie e Elle. Campbell protege Elle, mentindo para evitar que ela seja pega. Lexie, por outro lado, é presa. Enquanto está sob custódia, ela menstrua e é forçada por Clark e Jason a trocar de roupa na frente deles. Grizz fica abalado ao descobrir que Sam vai ter um bebê com Becca, sem saber que ele não é o pai biológico. Sam opta por não contar a verdade. Kelly termina com Will ao perceber que ele tem sentimentos por Allie, e tenta ajudar Harry com sua depressão. Lexie denuncia o abuso que sofreu para Allie, mas Allie se recusa a tomar qualquer atitude. Já Campbell confronta Elle, dizendo que sabe que ela tentou envenená-lo, revelando sentir alívio por descobrir que ela é "igual a ele". No fim, Allie convoca eleições para prefeito e para o conselho da cidade, anunciando que será candidata ao cargo de prefeita. |                                                                 |                   |                                    |                    |
| 9 | "New Hames" "Novos nomes" (BR)                                  | Brett Simon       | Anna Fishko                        | 10 de maio de 2019 |
| Clark e Jason tentam convencer Luke a se candidatar a prefeito, acreditando que isso ajudaria a consolidar o poder da Guarda. No entanto, Luke fica incomodado com a ideia. Will revela a Allie que está apaixonado por ela, mas Allie diz que não está pronta para se envolver com ninguém no momento. Campbell persuade e manipula Harry, que estava hesitante, a entrar na corrida eleitoral contra Allie. Kelly desconfia que Campbell esteja por trás disso por segundas intenções. Elle desabafa com Helena sobre os abusos que sofre de Campbell, e Helena a acolhe em sua casa. Mais tarde, Elle recebe um vídeo de Helena dormindo e interpreta aquilo como uma ameaça vinda de Campbell. Com medo de que algo aconteça com Helena, Elle foge para protegê-la. Allie toma uma medida drástica: proíbe qualquer integrante da Guarda de se candidatar a cargos públicos. Enquanto isso, Kelly e Gordie decidem treinar um ao outro em medicina, prevendo a necessidade de conhecimento prático com o tempo. Elle procura Allie e confessa ter envenenado a torta de Ação de Graças, além de revelar os abusos de Campbell. Ela pede para ser presa, como forma de se proteger dele. Allie aceita e manda prendê-la, mas não revela o verdadeiro motivo da prisão, para preservar Elle. Luke começa a ter dúvidas sobre o casamento com Helena. Grizz parte liderando uma expedição em busca de terras férteis além da floresta. Antes de ir, ele e Sam fazem as pazes. Na reta final da campanha, Lexie anuncia sua candidatura a prefeita de última hora. Em seu discurso, ela critica Harry por ser egoísta e pinta Allie como uma líder autoritária e ditadora. Enquanto isso, Kelly encontra uma foto do motorista do ônibus que os levou para aquele lugar — e percebe que o reconhece. |                                                                 |                   |                                    |                    |
| 10 | "How it Happens" "Como acontece" (BR)                           | Marc Webb         | Christopher Keyser                 | 10 de maio de 2019 |
| Lexie começa a ganhar o apoio daqueles que estão cansados das regras impostas por Allie. Apesar disso, os aliados de Allie temem que Lexie não tenha nenhum plano concreto para governar a cidade. Enquanto isso, Grizz e sua equipe retornam com uma descoberta importante: um campo fértil, ideal para agricultura, localizado além da floresta. Kelly mostra a Allie uma foto do motorista do ônibus, Pfeiffer, revelando que ele discutiu com a mãe de Harry e o pai de Sam um dia antes da chegada dos ônibus. Isso levanta ainda mais suspeitas sobre a origem de tudo. Sam finalmente revela o conteúdo dos documentos que encontrou na prefeitura, acrescentando mais peças ao quebra-cabeça. Becca dá à luz uma menina, que recebe o nome de Eden. Enquanto isso, Campbell e Harry articulam um golpe contra Allie, recrutando Clark e Jason e pressionando Luke a se juntar ao grupo, o que abala seu relacionamento com Helena. Eles também convencem Lexie a se unir à conspiração e aceitar um cargo de coprefeita ao lado de Harry. Allie e Will são presos sob acusações falsas de tentar manipular as eleições. Para se proteger, Elle finge estar do lado de Campbell, escondendo suas verdadeiras intenções. Harry e Lexie anunciam que estão assumindo o poder e que as eleições para o conselho serão adiadas. Em meio ao caos, uma multidão enfurecida começa a apedrejar Allie e Will, mas Lexie intervém a tempo de impedir. A expedição de Grizz retorna, trazendo boas notícias sobre a terra fértil. De volta a "real" West Ham, é mostrado a mãe de Allie acariciando o mesmo cachorro que Elle havia adotado em Nova Ham. Ela lê para um grupo de crianças em frente a uma placa memorial com os nomes dos adolescentes desaparecidos. |                                                                 |                   |                                    |                    |

## Produção

### Desenvolvimento
Em 2013, Christopher Keyser e Marc Webb apresentaram a ideia da série para a Showtime, com o roteiro de um episódio piloto, mas a emissora decidiu não seguir com o projeto. Anos depois, em 24 de julho de 2018, a Netflix anunciou que havia encomendado a produção. A série foi criada por Keyser, que também atuou como roteirista e produtor executivo, com Webb na direção.

### Seleção de elenco
Junto com o anúncio inicial da série, foi confirmado que Kathryn Newton faria parte do elenco principal. Em novembro de 2018, Rachel Keller, Gideon Adlon, Jacques Colimon, Olivia DeJonge, Alex Fitzalan, Kristine Froseth, Jose Julian, Natasha Liu Bordizzo, Alex MacNicoll, Jack Mulhern, Salena Qureshi, Grace Victoria Cox, Sean Berdy e Toby Wallace também se juntaram ao elenco. Antes do cancelamento da segunda temporada, estava previsto que Olivia Nikkanen seria promovida ao elenco principal para essa fase da série.

### Filmagens
As filmagens da primeira temporada aconteceram em Lancaster, Massachusetts, de setembro a novembro de 2018.

### Renovação e cancelamento
A série foi renovada para uma segunda temporada em julho de 2019, mas a produção foi interrompida pela pandemia de COVID-19. Em 21 de agosto de 2020, foi anunciado o cancelamento da série, já que as complicações causadas pela pandemia levaram ao aumento de custos e à dificuldade de conciliar a agenda de produção. A série estava sendo desenvolvida para ter 5 temporadas.

## Lançamento
Em 30 de abril de 2019, a Netflix lançou o trailer oficial da série. Foi lançada em 10 de maio de 2019 na plataforma.

## Recepção

### Resposta da crítica
O site agregador de críticas Rotten Tomatoes apresenta uma aprovação de 86% com base em 36 avaliações, e uma classificação média de 7,44/10. O consenso crítico do site diz: "Um emaranhado intrigante de mistério e melodrama, o que The Society não tem em leveza—e às vezes em clareza—compensa com sua exploração surpreendentemente reflexiva da comunidade, da cultura e do que significa crescer." No Metacritic, a série tem uma média ponderada de 66 de 100, com base em 9 críticas, indicando "avaliações geralmente favoráveis".